# L'Apprentissage du guerrier
L'Apprentissage du guerrier (titre original : (en) The Warrior's Apprentice) est un roman de science-fiction de l'écrivain américain Lois McMaster Bujold, paru en 1986. Il fait partie de la Saga Vorkosigan dont il constitue le quatrième volet suivant l'ordre chronologique de l'univers de la Saga Vorkosigan.
Les éditions J'ai lu ont réédité l'ensemble des œuvres de la saga Vorkosigan en intégrale dans des traductions révisées. Le titre français du roman L'Apprentissage du guerrier a changé à sa réédition en 2012 pour devenir L'Apprenti guerrier.

## Résumé
Miles Vorkosigan vient d'échouer aux épreuves physiques de l'examen d'entrée à l'académie militaire. Déprimé, il part visiter sa grand-mère maternelle sur Beta, accompagné de son garde du corps et de la fille de celui-ci, Helena Bothari. À peine arrivé sur Beta, il rencontre Arde Mayhew, à bord d'un vaisseau pratiquement bon pour la casse que Miles, dans un élan Don Quichottesque, rachète pour Arde. Le hasard lui fait ensuite rencontrer Baz Jesek, ingénieur, et déserteur de l'armée barrayarane. Souhaitant lui donner une seconde chance, Miles l'embauche, et ils embarquent tous à bord de leur vaisseau. Leur voyage a pour but de rembourser le vaisseau, mais pour réunir une telle somme si vite, seule la contrebande est assez rentable, et les choses se compliquent lorsque Miles et ses compagnons se font fouiller par des mercenaires. Piégé, Miles riposte, et avec l'aide de ses compagnons parvient à prendre par surprise le contrôle du vaisseau ennemi. Comprenant que la force ne suffira pas à compenser à long terme leur infériorité numérique, il décide alors de se faire passer lui-même pour le chef d'une troupe mercenaire qui recrute. Se mêlant à la guerre qui a cours sur la planète qu'ils étaient venus livrer, Miles parvient à inverser le rapport de forces, et lorsqu'il quitte ce qui est désormais SA flotte pour répondre d'une accusation de trahison devant son empereur, les mercenaires libres dendarii sont près de 3 000. De retour chez lui, Miles fait comprendre à l'empereur Gregor qu'il a été manipulé, et que c'est le conseiller de Gregor qui a tenté de l'éliminer. Gregor accepte alors l'allégeance de Miles, qui met les mercenaires Dendarii à son service, et use de son influence pour le faire entrer à l'académie militaire.

### Personnages
Cf. Saga Vorkosigan : Miles Vorkosigan est le héros de ce tome, il est accompagné de Constantine Bothari, son garde du corps, d'Helena Bothari, la fille de celui-ci, et ils rencontrent Arde Mayhew, pilote, et Baz Jesek, ingénieur, qui formeront le noyau de la flotte des mercenaires libre dendarii que Miles invente en cours de route.

## Commentaires
Bien que le livre puisse se lire seul, de nombreuses références y sont faites aux tomes antérieurs, notamment en ce qui concerne le passé du Sergent Bothari, et l'animosité qui oppose Aral Vorkosigan, père de Miles, au Comte Vorhalas. Pour mieux comprendre, il paraît nécessaire de signaler que Bothari est déséquilibré, passablement psychotique, et qu'une partie de sa mémoire a été effacée à la suite de l'invasion avortée d'Escobar, durant laquelle il servait malgré lui de bourreau à Ges Vorrutyer, un sadique. En ce qui concerne le comte Vorhalas : l'un de ses fils, Carl, fut condamné à mort sous la régence d'Aral Vorkosigan, qui refusa d'user de son pouvoir de grâce. En guise de vengeance, le second fils de Vorhalas, Evon, tenta d'empoisonner le régent : il manqua presque entièrement son but, ni Aral ni sa femme Cordelia ne furent tués. En revanche, Cordelia était enceinte, et l'antidote violemment tératogène : le fils d'Aral, Miles Vorkosigan, naîtra gravement difforme sur une planète qui abhorre les mutations.

## Éditions
- The Warrior's Apprentice, Baen Books, 1986
- L'Apprentissage du guerrier, J'ai lu, Coll. « Science-Fiction », no 4376, 1996, traduction de Geneviève Blattmann  (ISBN 2-290-04376-1)
- L'Apprentissage du guerrier, J'ai lu, Coll. « Science-Fiction », no 4376, 1998, traduction de Geneviève Blattmann  (ISBN 2-290-04376-1)
- L'Apprentissage du guerrier, J'ai lu, Coll. « Science-Fiction », no 4376, 2002, traduction de Geneviève Blattmann  (ISBN 2-290-32792-1)
- L'Apprenti guerrier, in recueil La Saga Vorkosigan : Intégrale - 2, J'ai lu, Coll. « Nouveaux Millénaires », 2012, traduction de Geneviève Blattmann révisée par Sandy Julien  (ISBN 978-2290029213)

## Adaptation
Une bande dessinée a été tirée de ce volume :
- La Saga Vorkosigan volume 1 : L'Apprentissage du guerrier, Soleil Cherche Futurs, 2010  (ISBN 978-2-30200-676-8)Écrit avec Dominique Latil (scénario) et José Maria Beroy (dessins et couleurs).